# هاني نديم
هاني نديم بحبوح، شاعر وإعلامي سوري، ولد عام 1972 بمدينة النبك في سوريا ونشأ في بيئة قروية، كتب الشعر منذ بواكير أعوامه حيث نشر ديوانه الأول وهو في 17 من العمر، وتوالت أعماله الإبداعية في الشعر والمسرح والدراما والغناء.

## حياته
يعمل هاني نديم في الصحافة والميديا من أوائل التسعينيات الميلادية. لديه العديد من الأفلام الوثائقية والأرشيفية والإعلانات المصورة، كما كتب وأعد للإذاعة والتلفزيون العديد من البرامج الثقافية والأدبية والمسلسلات الدرامية والأفلام السينمائية.
صدرت له 4 مجموعات شعرية، ودراستان نقديتان و 9 مسرحيات.
غنى من قصائده كبار مطربي العالم العربي مثل، أميمة الخليل ومكادي نحاس ولينا شاماميان وكريمة صقلي وغيرهم.
يعمل اليوم مدير نصوص إبداعية بشركة خدمات صحفية ودعاية وإعلان عالمية، كما يرأس القسم الثقافي في الوسط اليوم وله مقال أسبوعي في جريدة الاتحاد الإماراتية.
نشر في معظم الدوريات العربية الرصينة مثل العربي، نزوى، الكرمل، الآداب، السفير، النهار، دبي الثقافية، أخبار الأدب، الفيصل، القدس العربي، الشرق الأوسط، الحياة، الأسبوع العربي.
في جعبته المهنية ما يزيد عن أربعمئة حوار صحفي مع أهم وجوه العالم العربي الثقافية والفنية والفكرية.
استضيف في العديد من البرامج التلفزيونية والإذاعية في الوطن العربي.

## العضويات
- رئيس رابطة الشعراء الشباب العرب في سوريا.
- عضو اتحاد الصحافيين العرب
- عضو رابطة شعراء العالم.
- عضو مؤسس لجماعة تكامل الفنون.

## سابقة أعمال
- محرر مركزي في وزارة الثقافة والإعلام، سلطنة عمان 1996، 1998
- مسئول القسم الثقافي في مؤسسة التراث في المملكة العربية السعودية، 1998 ـ 2000
- مدير تحرير مجلة نواعم.
- مدير نصوص إبداعية في وكالة gray للأفلام الوثائقية 2005 - 2009
- يعمل حتى تاريخه مدير إبداع وتحرير في شركةFOR GOOD للخدمات الإعلامية والإعلانية.

## جانب من الدعوات والمشاركات
- مؤتمر الشباب العربي الأول، دمشق، 2000
- مؤتمر الإعلاميين العرب، دبي 2003
- مهرجان خريف صلالة 1999، 2003
- مهرجان المربد الشعري، بغداد، 2002,2001، 2003، 2012,2013
- تنظيم أمسية لجماعة تكامل الفنون على مسرح الحمراء فعاليات مهرجان الشباب الثقافي، دمشق 2004
- مهرجان علي بن غذاهم تونس، 2007، 2008، 2009
- مهرجان الشباب الثقافي دمشق 2004
- مهرجان شعراء العالم، سانتياغو شيلي 2006، 2008
- مهرجان الجنادرية، المملكة العربية السعودية 2002، 2008، 2009
- مهرجان توزر الثقافي، جنوب تونس 2004، 2008، 2011
- مهرجان أبو ظبي السينمائي 2008، 2009، 2011
- مهرجان القاهرة السينمائي 2008، 2009، 2010
- مهرجان نابل للسينما العربية وسينما المؤلف 2010
- مهرجان تطوان الملتقى الدولي للفيلم 2009
- مهرجان تموايت، ورزازات لمبدعي البحر المتوسط 2010 ـ 2011 – 2012
- مؤتمر صناع الكلمة، دبي 2011
- مهرجان بغداد الدولي للشعر، 2012، 2013
- مهرجان بابل الدولي 2014.

## بعض الإصدارات والأعمال
- «الدم قراطية»، ديوان شعر، دار العلم، دمشق 1996
- «القصيدة حرمة»، دراسة مشتركة، دار العلم، دمشق 1999
- «الخالدون»، برنامج إذاعي للتراجم، إذاعة عمان 2001، 2002
- «المسيرة»، برنامج إذاعي 60 حلقة عن مسيرة الشعر من الجاهلية حتى اليوم 2003.
- «نحات الرياح»، ديوان شعر، دار نينوى دمشق 2005
- «كرامات الأشقياء»، ديوان شعر 2010
- حوارات، حوارات صحافية 2011
- «الخيط الأبيض»، فيلم روائي طويل
- «العائد»، مسلسل درامي
- له عدة مسرحيات كتابة وإخراجاً.

## نماذج من شعره

### حجبٌ للوطن والبلاد
لو أنني الله..
لنزعت حبَّ تلك البلاد المفترسة
من قلب هؤلاء الصغار
و بدلاً عن
دموعهم،
أعطيتهم راحة الحلقوم
ليلَ نهار
لو أنني الوطن
منحت اللجوءَ لكلّ الفقراء والمكسورين
وأنهيت حدودي
مكان ما
ينتهي شوق أطفالي
واحتفيت بالجار..
لو أنني البارود
ركضتُ إلى الماء
لو أنني الماء
انتحرتُ على النار! ..

### تمائمٌ للعشق والنساء
عسلٌ في العينين.. وشمعهُ الخدُّ
عسلٌ في الشفتين..
تشتمني..
يتفتّحُ الوردُ!..
عسلٌ في عجينة الخصر..
سال شلالاً على القدمين..
عسلٌ.. عسلٌ
فوق النحر وصهب الشعر
و الناهدين
عسلٌ في كل مكان
هنا وهناك
و بين بين
فمن أين تدخل
يا مرّ إلى قلبي
من أين؟! ..

### سور الله العظيم
والحج هذا العام.
للشام
..
طف سبعاً
على حزن المنازل
واقرئ
مـيـّـتيـها السلام
من اشتروا ثياب العيد
لكنها
وُزّعت على أرواحهم
لسكان الخيام
وتذكّر وأنت تسعى
بين صفا..ومروة
أن مرام..
تركت لك على الباب وردتين
اثنتين
وأنك حبيبها
...
قالت مرام